# České místodržitelství
České místodržitelství, respektive místodržitelství Království českého (německy Statthalterei für das Königreich Böhmen) bylo nejvyšším orgánem státní správy na území Českého království v letech 1850–1918.

## Předchozí instituce
Označení místodržící se poprvé objevuje za vlády Ferdinanda I., kdy byl místodržícím v Čechách arcikníže Ferdinand Tyrolský. Po něm byli správou Čech opět pověřeni zemští úředníci, ale označení místodržící jim už zůstalo. Místodržitelství fungovalo jen jako přechodný úřad zastupující nepřítomného krále. V letech 1583–1612, když král sídlil v Praze, tedy nefungovalo.
Velké změny přišly po bitvě na Bílé hoře. Česká dvorská kancelář v čele s nejvyšším kancléřem přesídlila do Vídně a stala se nejvyšším orgánem politické a soudní správy pro všechny české země. Postupně se stala nadřízeným orgánem pro úřady v jednotlivých zemích: pro české místodržitelství, moravský královský tribunál a slezský vrchní úřad. České místodržitelství se nyní stalo trvale existující a personálně samostatnou institucí. Místodržitelství se skládalo především z nejvyšších zemských úředníků a dále z přespočetných místodržících. Disponovalo vlastní místodržitelskou kanceláří, rozdělenou na českou a německou expedici, k nimž přibyla ještě vojenská expedice. Roku 1715 získalo podrobnou instrukci upravující jeho fungování.
Správním úřadem pro Čechy zůstalo místodržitelství do roku 1749, kdy bylo zrušeno a nahrazeno královskou reprezentací a komorou. Královská reprezentace a komora pak byla roku 1763 nahrazena českým zemským guberniem, které existovalo až do správních reforem souvisejících s revolucí v roce 1848. 1. ledna 1850 proběhla reforma, při níž bylo České gubernium přeměněno na České místodržitelství. Protože byl znovu použit stejný název, tak se původní místodržitelství, existující do roku 1749, pro odlišení označuje jako Staré české místodržitelství.

## Právní zakotvení
České místodržitelství vzniklo přeměnou Českého gubernia na místodržitelství na základě březnové ústavy z roku 1849, která v § 92 stanovila, že místodržitele jmenuje císař pro každou korunní zemi.
Místodržitel měl jako nejvyšší úředník státní správy v zemi především zajišťovat provádění říšských a zemských zákonů. Podrobnější ustanovení normoval zákon č. 245/1849 ř. z. a vyhláška č. 199/1849 českého zemského zákoníku. Organizace místodržitelství byla roku 1868 upravena zákonem č. 44/1868 ř. z.
Přímým předchůdcem českého místodržitelství bylo České zemské gubernium se sídlem v Praze, které fungovalo v letech 1763–1849.
Se vznikem Československa v roce 1918 byla instituce českého místodržitelství zrušena.

## Seznam českých místodržitelů
- 1850–1860 Karl Mecséry
- 1860–1861 Anton Forgách

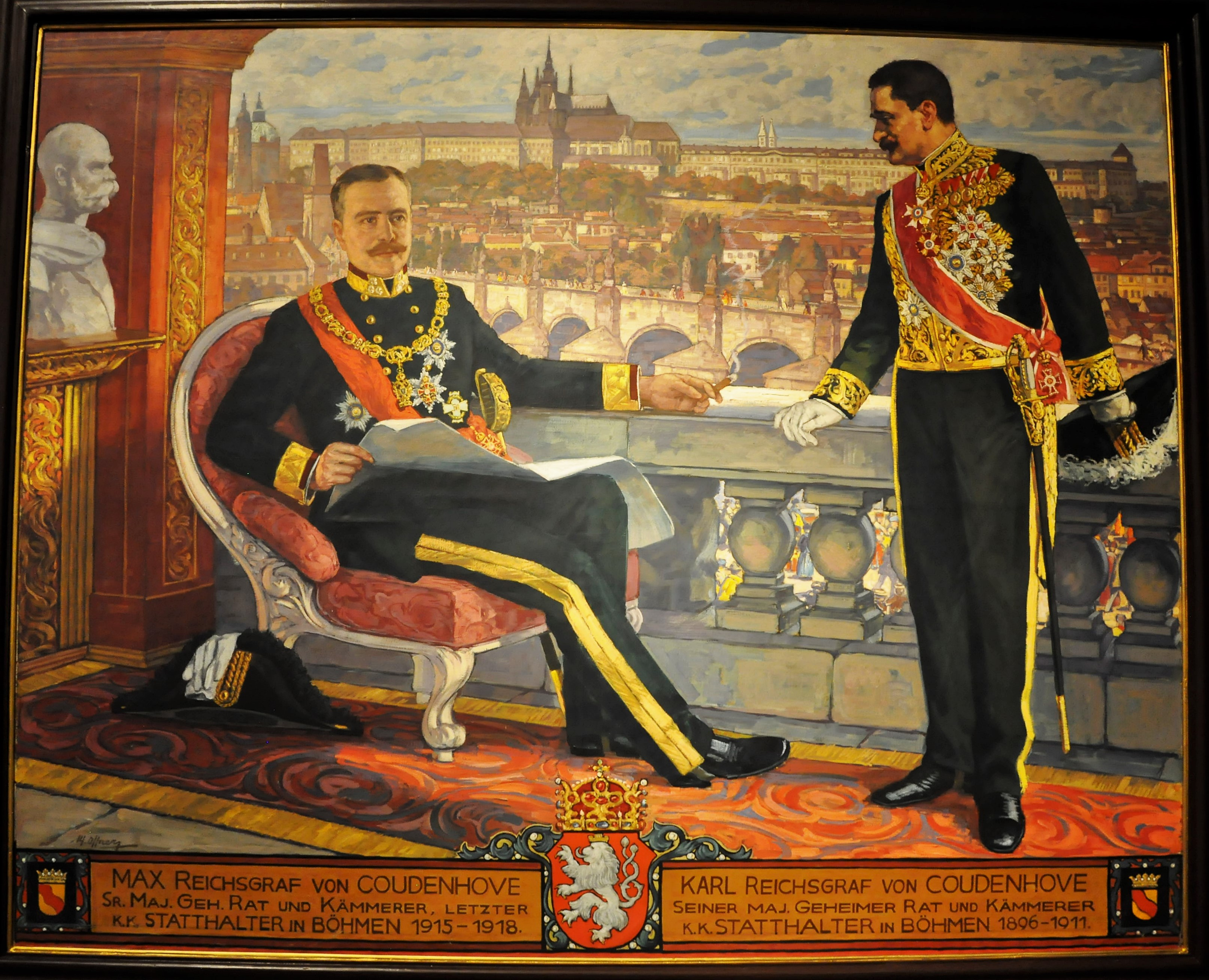
Dva čeští místrodržitelé, Max Julius a Karel Marie z Coudenhove, kteří vedli vládu v době první světové války a krátce před ní.

- 1861–1863 Ernst von Kellersperg (pověřen správou)
- 1864–1865 Richard Belcredi (1863–1864 pověřen správou)
- 1865–1866 Antonín Lažanský z Bukové (pověřen správou)
- 1866–1867 Karl von Rothkirch-Panthen
- 1867–1868 Ernst von Kellersperg
- 1868–1870 Alexander von Koller (pověřen správou)
- 1870–1871 Alexander Dietrichstein-Mensdorff
- 1871 Bohuslav Chotek
- 1871–1874 Alexander von Koller
- 1874–1881 Philipp Weber von Ebenhof
- 1882–1889 Alfred Kraus (1881–1882 pověřen správou)
- 1889–1896 František Antonín z Thun-Hohensteinu
- 1896–1911 Karel Maria z Coudenhove
- 1911–1915 František Antonín z Thun-Hohensteinu
- 1915–1918 Max Julius z Coudenhove